# 香港城市大學法律學院
香港城市大學法律學院（City University of Hong Kong School of Law）成立於1987年，是第二所在香港成立的大學法律學院。

## 歷史概況
香港城市理工學院（香港城市大學之前身）於1987年創立法律學系、1992年創立專業法律系，在1993年3月，兩系合組成法律學院（Faculty of Law），而在兩系合組及行政統一後，學院之英文名稱更改為「School of Law」。
城大法律學院是香港為非法律學系講授法律課程的先驅。初期由於法學士課程學額少，因此大部分的講課工作以至收入都來自法律學系以外的教學工作，用以維持法學士課程及法學專業證書課程這些學生較少的課程。城大亦開辦了一個法律高級文憑課程，供從事法律行政員報讀。另一深造證書課程則為非法律學位持有人而設。
早年的城大法律學院除了提供傳統的法學本科教育外，還提供法律學高級文憑課程，2000年起更名為法律學副學士課程，修畢法學專科的畢業生可以成為法律行政人員並享有在區域法院及聆案官前列席聆訊及作出三分鐘以內聆訊發言或就無抗辯之申請發言的權利，亦可以選擇繼續進修法學本科並獲得科目豁免，以期入讀P.C.LL.並在以後取得律師資格。城大的法律學院亦曾在律師短缺的時期為社會人士充當轉職法律行業的橋樑，學院曾開辦兼讀制的法學專科及本科課程，及至近年律師人數頗見充盈，這些兼讀制課程才相繼停辦。城大法律學院現有全職教職員約40人及學生1100多人。

## 著名校友
- 袁國強，大紫荊勳賢，SC，JP：前律政司司長
- 潘熙，SC：自1998年執業至今，處理案件逾三百宗，擅長人權法、憲法及行政法。
- 許偉強，SC：執業資深大律師。
- 容海恩，JP：（英語：Eunice Yung Hoi-yan，1977年6月7日－），立法會議員（新界東）、 執業大律師及「香港青年專業網絡」主席。
- 謝偉俊：律師、立法會議員（九龍東）[5]
- 黃宏泰 : 執業上市公司核數師，灣仔區議會主席
- 馬恩國：香港民建聯司法及法律事務副發言人，大律師。
- 丁　煌：執業大律師、經民聯成員
- 黃幸怡：寶德楊律師行顧問律師及美心食品有限公司法律總監
- 焦黃詩允：金杜律師事務所合夥人，擅長處理商業訴訟、商業犯罪或監管調查、國際仲裁等案件。
- 羅達雄: 香港執業大律師, 於一九九二年八月被當時香港最高法院委任為大律師 （页面存档备份，存于）
- 姚勳智：香港特區行政區區域法院法官，一九九二及一九九三年在香港城市大學分別取得法學士學位及法學專業證書，他於一九九三年在香港獲大律師資格，一九九四年至二○○一年期間私人執業。二○○一年獲委任為裁判官。二○○九年獲委任為區域法院法官。[6]
- 陳振國：香港特區行政區區域法院法官，一九九七年在香港城市大學取得法學碩士學位。一九九二年及一九九三年分別在香港和英國獲律師資格。他於一九九二年至一九九八年期間私人執業。一九九八年獲委任為裁判官。二○○九年獲委任為區域法院法官。[6]
- 李俊文：香港特區行政區區域法院法官，一九九一年及一九九二年在香港城市大學分別取得法學士學位及法學專業證書。一九九四年及一九九七年分別在香港和英格蘭及威爾斯獲事務律師資格。於一九九四年起私人執業，直至一九九六年加入前律政署出任檢察官。一九九九年獲委任為律政司高級政府律師，二○一二年晉升為副首席政府律師。他於二○一二年出任高級助理刑事檢控專員。二○一七年獲委任為區域法院法官。[7]
- 林偉權：香港特區行政區區域法院法官，一九九七年在香港城市大學取得法學碩士學位，一九八四年至一九九○年於當時的律政署擔任法庭檢控主任。一九九一年起私人執業，直至一九九七年獲委任為常任裁判官。二○○六年獲委任為主任裁判官。二○一二年獲委任為區域法院法官。[8]
- 黃健棠：香港特區行政區區域法院法官，一九九八年在香港城市大學取得法律碩士學位。一九九一年及一九九三年分別在香港及英格蘭及威爾斯獲事務律師資格。一九九一年起私人執業，直至二○○○年獲委任為常任裁判官。二○一二年獲委任為區域法院法官。
- 陳玉芬：香港特區行政區區域法院法官，二○○四年在香港城市大學取得中國法與比較法法學碩士學位。[9]
- 林嘉欣：香港特區行政區區域法院法官，一九九九年在香港城市大學取得語言及法律文學碩士學位。一九九七年分別在香港及英格蘭及威爾斯獲事務律師資格。並於二○○六年於美國紐約獲律師資格。一九九七年加入律政司擔任政府律師，並於二○○二年晉升為高級政府律師。二○○六年獲委任為常任裁判官。二○一二年獲委任為區域法院法官。[8]
- 麥國昌：香港特區行政區常任裁判官，於一九九八年在香港城市大學取得中國法與比較法法學碩士學位。他於一九九六年及一九九七年分別在香港和英格蘭及威爾斯獲事務律師資格，並於二○○○年起成為特許仲裁學會成員。他自一九九六年起私人執業。二○○六年獲委任為常任裁判官。[10]
- 譚國華：香港特區行政區常任裁判官，在香港城市大學分別取得中國法與比較法法學碩士學位和語言及法律文學碩士學位。一九八三年至一九九五年出任法律援助署律政書記，一九九六年至二○○二年出任司法機構特委裁判官。二○○二年獲委任為常任裁判官。[11]
- 黃偉權：香港特區行政區常任裁判官，二○○一年在香港城市大學取得中國法與比較法法學碩士學位。他分別於一九九五年在英格蘭及威爾斯及一九九六年在香港獲事務律師資格。他由一九九六年至二○○一年期間私人執業，並自二○○一年起獲委任為特委裁判官。二○○六年獲委任為常任裁判官。[10]
- 鄭紀航：香港特區行政區常任裁判官，於二○○六年在香港城市大學取得語言及法律文學碩士學位。他於一九九四年在香港及一九九七年在英格蘭及威爾斯獲得事務律師資格。他由一九九四年至一九九七年期間私人執業，於一九九七年至二○○一年在律政司擔任政府律師，及自二○○一年起在律政司擔任高級政府律師。二○○六年獲委任為常任裁判官。[12]
- 陳慧敏：香港特區行政區常任裁判官，一九九七年在香港城市大學取得法學專業證書。一九九九年在香港獲大律師資格。她於一九九二年加入前律政署出任法庭檢控主任，二○○一年至二○○七年期間私人執業。二○○七年獲委任為特委裁判官。二○○九年獲委任為常任裁判官。[6]
- 葉樹培：香港特區行政區常任裁判官，一九九三年及一九九四年在香港城市大學分別取得法學士學位及法學專業證書。他於一九九四年在香港獲大律師資格，一九九五年起私人執業。二○○九年獲委任為常任裁判官。[13]
- 張君銘：香港特區行政區常任裁判官，一九九五年、一九九六年及一九九九年在香港城市大學分別取得法學士學位、法學專業證書和仲裁及爭議解決學文學碩士學位。其後於二○○○年在香港城市大學取得法學碩士學位。他於一九九六年在香港獲大律師資格，一九九七年起私人執業。二○○九年獲委任為常任裁判官。[13]
- 溫紹明：香港特區行政區常任裁判官，一九九五年、一九九六年及二○○二年在香港城市大學分別取得法學士學位、法學專業證書及法學碩士學位。他於一九九六年在香港獲大律師資格，一九九七年起私人執業。二○○九年獲委任為常任裁判官。[13]
- 沈其亮：香港特區行政區常任裁判官，一九九三年及一九九四年於香港城市大學分別取得法學士學位及法學專業證書。並於二○○六年及二○一○年在國際大律師協會分別取得國際仲裁法執業文憑、國際商業組織執業文憑及國際人權及刑事訴訟程序執業文憑。一九九四年在香港獲大律師資格。一九九五年起私人執業。二○一二年獲委任為常任裁判官。[8]
- 張潔宜：香港特區行政區常任裁判官，一九九四年及一九九五年在香港城市大學分別取得法學士學位及法學專業證書。一九九五年在香港獲大律師資格。一九九七年加入律政司出任政府律師，並於二○○七年晉升為高級政府律師，二○一二年獲委任為常任裁判官。[14]
- 王詩麗：香港特區行政區常任裁判官，二○○四年在香港城市大學取得中國法與比較法法學碩士學位。一九九五年在香港取得大律師資格。一九九六年起私人執業，直至一九九七年加入前律政署出任檢察官，二○○○年晉升為高級政府律師。[15]
- 何俊堯：香港特區行政區常任裁判官，二○○四年在香港城市大學取得法學專業證書。[16]
- 周至偉：香港特區行政區常任裁判官，一九九二年及一九九三年在香港城市大學分別取得法學士學位及法學專業證書。[16]
- 陳大為：香港特區行政區常任裁判官，一九九九年及二○○○年在香港城市大學分別取得法學士學位及法學專業證書。[16]
- 李家樂：香港特區行政區常任裁判官，二○○○年及二○○二年在香港城市大學分別取得法學士學位及法學專業證書。[16]
- 李志豪：香港特區行政區特委裁判官，一九九八年在香港城市大學取得法學專業證書。[17]
- 梁雅忻：香港特區行政區特委裁判官，二○○三年及二○○四年在香港城市大學分別取得法學士學位及法學專業證書。[16]
- 林希維：香港特區行政區特委裁判官，二○○六年及二○○七年在香港城市大學分別取得法律博士學位及法學專業證書。[16]
- 喻競天：香港特區行政區特委裁判官，二○○六年在香港城市大學取得法學專業證書。二○○七年在香港獲大律師資格，於同年開始私人執業。[16]

## 課程
香港城市大學法律學院開設了以下課程：
| 學位                     | 英文名稱                                           | 縮寫     | 學制                     | 簡述                                                       |
| ------------------------ | -------------------------------------------------- | -------- | ------------------------ | ---------------------------------------------------------- |
| 法學士                   | Bachelor of Laws                                   | LL.B.    | 四年全日制               | 法學本科課程。                                             |
| 法律博士                 | Juris Doctor                                       | J.D.     | 兩年/三年全日制          | 供非法學本科畢業的大學畢業生所修讀的法律專業學位。         |
| 法學專業證書             | Postgraduate Certificate of Laws                   | P.C.LL.  | 一年全日制               | 香港法律執業資格的一項傳統的必須學歷。                     |
| 法學碩士                 | Master of Laws                                     | LL.M.    | 一年全日制、兩年兼讀制   | 修課式法學研究生課程。                                     |
| 法學碩士（人民大學）     | Master of Laws                                     | LL.M.    | 兩年半兼讀制             | 修課式法學研究生課程，專攻中國法，學位由中國人民大學頒發。 |
| 仲裁及爭議解決學法學碩士 | Master of Laws in Arbitration & Dispute Resolution | LLMArbDR | 一年全日制、兩年半兼讀制 | 專攻仲裁學方面的修課式法學研究生課程。                     |
| 法學哲學碩士             | Master of Philosophy in Laws                       | M.Phil.  | 兩年全日制、四年兼讀制   | 法學研究生課程。                                           |
| 法學哲學博士             | Doctor of Philosophy in Laws                       | Ph.D.    | 四年全日制、八年兼讀制   | 法學研究生課程。                                           |
| 法律科學博士             | Doctor of Juridical Science                        | J.S.D.   | 三年全日制               | 法學研究生課程。                                           |

## 鏈結
- 香港城市大學法律學院